# Sławetna Betsy
Sławetna Betsy (ang. Glorious Betsy) – amerykański film z 1928 roku w reżyserii Alana Croslanda.

## Obsada
- Dolores Costello jako Betsy Patterson
- Conrad Nagel jako Jérôme Bonaparte
- John Miljan jako Preston
- Marc McDermott jako Colonel Patterson
- Pasquale Amato jako Napoleon Bonaparte
- Michael Vavitch jako kapitan St. Pierre
- Andrés de Segurola jako kapitan Du Fresne
- Betty Blythe jako księżniczka Fryderyka

## Nagrody i nominacje
| Nazwa nagrody | Wygrane            | Nominacje                                             |
| ------------- | ------------------ | ----------------------------------------------------- |
| Oscar         | 1929 bez rezultatu | 1929 Najlepszy scenariusz adaptowany Anthony Coldeway |